# Afanasievski Postik
Afanásievski Póstik (del ruso: Афанасьевский Постик) es un jútor del raión de Tuapsé del krai de Krasnodar, en el sur de Rusia. Está situado en la orilla izquierda del río Sosnovka (donde recibe las aguas del Bolshaya Sobachka), uno de los tributarios del río Psékups, afluente del Kubán, 37 km al norte de Tuapsé y 69 km al sur de Krasnodar, la capital del krai. Tenía 50 habitantes en 2010
Pertenece al municipio Shaumiánskoye.

## Historia
El jútor tiene su origen en un puesto de vigilancia. Su nombre deriva del apellido del uriádnik (suboficial en las huestes cosacas) Afanásiev al mando del puesto. Era un lugar de pernocta para los peregrinos que de Krasnodar se dirigían al monasterio de Novi Afón por el valle del río Psékups. El 22 de enero de 1923, pasó a depender administrativamente de la región de Goriachi Kliuch hasta el 10 de marzo de 1925, en que fue incluido en el selsoviet Sadovski del raión nacional armenio. A partir del 22 de agosto de 1953, pasa a formar parte del raión de Tuapsé.

## Transporte
Por la localidad pasa el ferrocarril Krasnodar-Tuapsé.